# Bătălia pentru Roma
Bătălia pentru Roma I (titlul original: în germană Kampf um Rom I) este un film din 1968 regizat de Robert Siodmak, Sergiu Nicolaescu fiind regizor secund; Bătălia pentru Roma II (titlul original: în germană Kampf um Rom II - Der Verrat) este un film din 1969 regizat de Robert Siodmak.
Filmul se bazează pe romanul Ein Kampf um Rom scris de Felix Dahn în 1876 și descrie lupta ostrogoților pentru Italia de la moartea regelui Teodoric cel Mare până în 552 AD când sunt alungați din peninsulă. Filmul este plin de intrigi de palat și bătălii monumentale între goți, bizantini și romani. 

## Prezentare
Filmul prezintă încercările împăratului Iustinian (483-565 AD) de a respinge incursiunile barbare și de a revendica acele părți ale imperiului deja pierdute.

## Distribuție
- Laurence Harvey este Cethegus, prefectul Romei
- Orson Welles este împăratul Iustinian
- Sylva Koscina este împărăteasa Teodora
- Harriet Andersson este Mathaswintha
- Honor Blackman este Amalaswintha
- Robert Hoffmann este Totila
- Michael Dunn este Narses
- Ingrid Boulting este Julia (ca Ingrid Brett)
- Lang Jeffries este Belisarius
- Florin Piersic este Witichis
- Emanoil Petruț este Teja
- Friedrich von Ledebur este Hildebrand
- Dieter Eppler este Thorismund
- Ewa Strömberg este Rauthgundis

## Producție
Filmul a fost regizat de americanul Robert Siodmak și românul Sergiu Nicolaescu. În volumul său de memorii, Nicolaescu afirma că actorii străini au chemat într-o zi producătorul și au solicitat schimbarea regizorului american (care avea pe atunci 68 de ani), ambii regizori fiind de față. Regizorul român (care avea 38 de ani) s-a solidarizat însă cu colegul său mai în vârstă, afirmând următoarele: „Nu voi accepta niciodată să schimb un regizor de 68 de ani... (m-am uitat către el) voi filma în continuare dacă e nevoie și singur, dar în final iscălim împreună...”. Siodmak l-a invitat a doua zi la hotel pe colegul său român, vrând să-i ofere cadou o insulă cu plantații de cafea din Marea Caraibilor. Nicolaescu a refuzat însă această ofertă.
Tot în volumul său de memorii, Nicolaescu afirmă că Orson Welles s-a încurcat într-una din zile în text și a dat vina pe coroană, spunând că i se pare prea grea și aruncând-o cu furie pe jos. Regizorul a întrerupt filmările, promițându-i actorului că va aduce o altă coroană mai ușoară, dar nu a făcut-o. Totuși, Welles a învățat textul până a doua zi și nu a mai spus nimic de coroană, deși și-a dat seama că era aceeași pe care o purtase în ziua precedentă. Din cauza faptului că figuranții nu înțelegeau discursurile rostite în limba engleză, regizorul român a trebuit să coordoneze în afară de mișcarea celor două camere (una îl prezenta pe Cethegus în gros-plan, iar cea de-a doua era întoarsă spre mulțime) și mișcările figuranților, fiind nevoit să întrerupă discursul rostit de Lawrence Harvey.
Înainte de a fi prezentat în cinematografele din SUA în 1973, cele două părți ale filmului au fost combinate într-una singură care a fost scurtată la cca. trei ore și 94 minute. Această versiune într-o singură parte a ajuns în cinematografele germane după 1976.